# Izaak Dogim
Izaak Dogim – polski aktor teatralny i filmowy żydowskiego pochodzenia. W latach 1954–1969 aktor Teatru Żydowskiego w Warszawie.
W 1969 po antysemickiej nagonce, będącej następstwem wydarzeń marcowych, wyemigrował z Polski.

## Kariera
| Aktor teatralny - 1969: Bóg, człowiek i diabeł - 1967: Matka Courage i jej dzieci - 1967: Dzień i noc - 1967: Zmierzch - 1966: Swaty - 1966: Sure Szejndł - 1965: Urodziłem się w Odessie - 1965: Pusta karczma - 1964: Akt ślubny - 1964: Wielka wygrana - 1962: Pieśń ujdzie cało - 1962: Bar-Kochba - 1961: Samotny statek - 1960: Trzynaście beczek dukatów - 1958: Drzewa umierają stojąc - 1958: Opera Żyda - 1958: Kune-Lemł | Reżyser teatralny - 1968: Golem Adaptacje teatralne - 1968: Córki kowala - 1967: Dzień i noc - 1966: Swaty - 1962: Pieśń ujdzie cało - 1962: Bar-Kochba Aktor filmowy - 1968: Wniebowstąpienie - 1963: Mansarda |